# Jahrbuch für Antisemitismusforschung

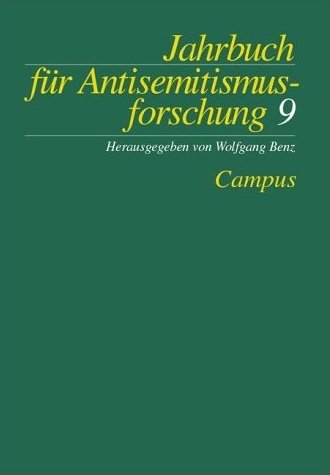
Jahrbuch, Bd. 9 (2000)

Das Jahrbuch für Antisemitismusforschung ist ein seit 1992 jährlich erscheinendes Periodikum des Zentrum für Antisemitismusforschung an der Technischen Universität Berlin. Herausgeber war von 1992 bis 2011 Wolfgang Benz. Seit 2012 wird das Jahrbuch von Stefanie Schüler-Springorum herausgegeben. Inhaltliche Schwerpunkte bilden u. a. Antisemitismus, Rechtsextremismus, Minoritätenkonflikte, Nationalsozialismus, Holocaust sowie Emigration und Exil. Die meisten Beiträge erscheinen in deutscher, wenige in englischer Sprache.

## Strukturdaten
Das Jahrbuch erschien bis Ausgabe 10 im Campus Verlag, mit Band Nummer 11 (2002) wurde die Reihe im Metropol Verlag fortgesetzt.

## Weiterführende Artikel
- Antisemitismusforschung